# Problema matemático
Un problema matemático consiste en buscar una determinada entidad matemática de entre un conjunto de entidades del mismo tipo que además satisfaga las llamadas condiciones del problema. Formalmente todo problema puede reducirse a una terna {\displaystyle (S,C(),r)\,} donde {\displaystyle S\,} es un conjunto de objetos, {\displaystyle C(s)\,} es una condición (o condiciones) tal que dado {\displaystyle s\in S} puede o no ser satisfecho (para ello la condición debe ser una fórmula lógica bien formada y cerrada). La resolución del problema es un procedimiento que determina cual es el único {\displaystyle r\in S} que satisface {\displaystyle C(r)\,}. 
Algunos problemas clásicos como el de la cuadratura del círculo u otros donde se trata de decidir si una afirmación P es o no cierta, pueden reducirse a la forma de terna si tomamos como {\displaystyle S\,} el conjunto de demostraciones posibles y {\displaystyle C(X)\,} como la condición de "X es una demostración válida de que la afirmación del problema P es cierta". Se dice que un problema no tiene solución cuando {\displaystyle \forall r\in S:\lnot C(r)} (para todo {\displaystyle r} dentro del conjunto {\displaystyle r},no es el caso que {\displaystyle C(r)} o {\displaystyle r} sea solución), es decir, {\displaystyle \lnot \exists r\in S:C(r)}.

## Ejemplos

### Ecuación algebraica
Un ejemplo sencillo sería encontrar los números enteros que satisfacen la siguiente igualdad {\displaystyle r^{2}-2r+1=0\,}. Aquí el conjunto sobre el que se plantea el problema es conjunto de los números enteros {\displaystyle \mathbb {Z} }, la condición es que se cumpla la anterior igualdad, y {\displaystyle r\,} es el único número que la satisface (puede verse que {\displaystyle r\,}= 1).
Más en general, la resolución de una ecuación algebraica es un problema matemático planteado sobre un conjunto {\displaystyle \mathbb {K} } que tiene estructura de cuerpo o anillo algebraico consistente en buscar elementos {\displaystyle r\in \mathbb {K} } que cumplan la siguiente igualdad:

{\displaystyle C(x)=a_{n}\cdot x^{n}+a_{n-1}\cdot x^{n-1}+...+a_{1}\cdot x+a_{0}=0}

Si sólo existe un elemento que cumpla la anterior igualdad, esto se puede reformular como un problema del tipo {\displaystyle (\mathbb {K} ,C(r)=0,r)\,}, aunque normalmente el problema anterior admite más de una solución por lo que el problema matemático propiamente dicho es encontrar un conjunto de soluciones {\displaystyle S\,}, y por tanto cuando la solución no es única debemos resolver un problema de tipo {\displaystyle ({\mathcal {P}}(\mathbb {K} ),\left[\forall x\in S:C(x)=0\right],S)\,}, donde {\displaystyle {\mathcal {P}}(\mathbb {K} )\,} es el conjunto de las partes de {\displaystyle \mathbb {K} \,}

### Problema geométrico elemental
Otros problemas consisten en encontrar un procedimiento geométrico para trazar con regla y compás un circunferencia, ángulo, polígono o recta que cumpla ciertas condiciones.
Un problema muy sencillo es el de fijados 3 puntos no alinealdos en el plano euclídeo, encontrar una circunferencia que pase por todos ellos.
|  |  |
El problema matemático asociado podría ser denotado como {\displaystyle ({\mathcal {C}},\left\{A,B,C\right\}\subset C,C_{1})\,}, donde {\displaystyle {\mathcal {C}}} es el conjunto de todos los círculos posibles del plano euclídeo.
El problema anterior se resuelve si se toma el segmento {\displaystyle {\overline {AB}}} y se encuentra su recta mediatriz M1 y se toma el segmento {\displaystyle {\overline {BC}}} y se encuentra su recta mediatriz M2
|  |  |  |
el centro O de la circunferencia buscada {\displaystyle C_{1}\,} coincide con la intersección de las mediatrices
|  |  |  |
el radio de la circunferencia buscada con la longitud de los segementos que unen el centro con cualquiera de los puntos:

|  |  |

{\displaystyle O=M_{1}\cap M_{2}\qquad R=|{\overline {OA}}|=|{\overline {OB}}|=|{\overline {OC}}|}

Al conocer el centro de la circunferencia y su radio, queda totalmente determinada la solución al problema geométrico planteado.
Otro ejemplo es el problema de Apolonio.

### Problema de cálculo elemental
Un tipo muy frecuente de problema matemático de cálculo elemental son los problemas de maximización o minimización. Por ejemplo:
Para fabricar un recipientes cilíndricos metálicos de chapa, encontrar la relación entre la altura: h y el radio: r necesaria para que pueda contener un volumen V prefijado (por ejemplo V = 400 ml) usando la menor cantidad de chapa posible.
Este es claramente un problema de minimización puesto que pretendemos usar la mínima cantidad de chapa. El problema matemático sería {\displaystyle (r_{cil,V=400ml},min_{r}S(r),r)\,} donde, {\displaystyle r_{cil,V=400ml}\,} es el conjunto teórico de todos los posibles recipientes cilíndricos metálicos de 400 ml de capacidad; {\displaystyle S(r)\,} es el área del recipiente en función del radio {\displaystyle r\,} del mismo. La solución se presenta a continuación.
Llamemos S a la superficie total de chapa, que será directamente proporcional a la cantidad de chapa empleada en el recipiente, llamemos al radio del recipiente r y a su altura h. Entonces tenemos que su superficie: S y su volumen: V vienen dados por:

{\displaystyle \left\{{\begin{array}{l}V=\pi r^{2}\,h\\S=2\,\pi r\,h+2\pi r^{2}\end{array}}\right.}
Si substituimos despejamos h de la primera ecuación y la substituimos en la segunda tenemos que la cantidad de chapa necesaria para construir un recipiente cilíndrico de volumen V y radio r viene dada por:
{\displaystyle S(R)={\cfrac {2V}{r}}+2\pi r^{2}}
Para encontrar el mínimo podemos usar el cálculo elemental que nos dice que el valor de r para el cual la derivada de la anterior función se anula es el valor que minimiza la función:
{\displaystyle \left.{\begin{array}{l}{\cfrac {dS(r)}{dr}}={\cfrac {-2V}{r^{2}}}+4\pi r\\{\cfrac {dS(r)}{dr}}=0\end{array}}\right\}\quad \longrightarrow \quad 4\pi r={\cfrac {2V}{r^{2}}}\quad \longrightarrow \quad 2\pi r^{3}=V}
Con lo que queda definido r para un V dado, si el volumen no se conoce:
{\displaystyle \left.{\begin{array}{l}2\pi r^{3}=V\\V=\pi r^{2}\,h\end{array}}\right\}\quad \longrightarrow \quad 2\pi r^{3}=\pi r^{2}\,h\quad \longrightarrow \quad 2r=h}

Es decir, que de todos los recipientes cilíndricos de chapa de igual volumen el que menos chapa necesita para ser fabricado es uno en que la altura del mismo sea justo dos veces el radio.

## Problemas no algorítmicos
Muchos problemas prácticos pueden resolverse mediante algoritmos. Incluso existen técnicas prácticas para buscar dichos algoritmos como la resolución de problemas de programación. Prácticamente siempre los problemas didácticos que contienen los libros de texto para estudiantes de ciencias, o los problemas prácticos de ingeniería son problemas que admiten solución algorítmica.
Sin embargo, para algunos otros problemas interesantes ha podido probarse que no existe un algoritmo que mediante un conjunto finito de pasos encuentre una solución (o alternativamente muestre que el conjunto de soluciones es vacío). Algunos ejemplos de problemas no algorítmicos son:
- La resolución de sistemas de ecuaciones diofánticas.
- La equivalencia topológica de variedades.
- El problema de las palabras para semigrupos.
- El problema de la teselación del plano euclídeo.
- El problema de la determinación y clasificación completa de todos los grupos simples finitos[1]

## Problemas según el grado de abstracción

### Problemas muy abstractos
Los problemas matemáticos abstractos surgen en todas las áreas de las matemáticas. Si bien los matemáticos generalmente los estudian por su interés teórico, al hacerlo, se pueden obtener resultados que encuentran aplicación fuera del ámbito de las matemáticas. La física teórica ha sido históricamente una rica fuente de inspiración matemática.
Se ha demostrado rigurosamente que algunos problemas abstractos son irresolubles, como la cuadratura del círculo y la trisección del ángulo usando solo las construcciones de regla y compás de la geometría clásica, o la resolución mediante radicales de la ecuación general quíntica. También son demostrablemente irresolubles los llamados problemas indecidibles, como el problema de detención para la máquina de Turing.
Algunos problemas abstractos difíciles bien conocidos que se han resuelto relativamente recientemente son el teorema de los cuatro colores, el último teorema de Fermat y la conjetura de Poincaré.
Las computadoras no necesitan tener un sentido de las motivaciones de los matemáticos para hacer lo que hacen. Las definiciones formales y las deducciones verificables por computadora son absolutamente centrales para la ciencia matemática.

### Problemas del mundo real
Los problemas matemáticos informales del "mundo real" son preguntas, normalmente sencillas, relacionadas con un entorno concreto, como "Adán tiene cinco manzanas y le da tres a Juan. ¿Cuántos le quedan?". Tales preguntas suelen ser más difíciles de resolver que los ejercicios matemáticos regulares como "5 − 3", incluso si uno conoce las matemáticas requeridas para resolver el problema. Conocidos como problemas de palabras (didáctica de las matemáticas), se utilizan en la educación matemática para enseñar a los estudiantes a conectar situaciones del mundo real con el lenguaje abstracto de las matemáticas.
En general, para usar las matemáticas para resolver un problema del mundo real, el primer paso es construir un modelo matemático del problema. Esto implica abstracción de los detalles del problema, y el modelador debe tener cuidado de no perder aspectos esenciales al traducir el problema original en uno matemático. Después de que el problema se ha resuelto en el mundo de las matemáticas, la solución (matemáticas) debe traducirse de nuevo al contexto del problema original.

### Degradación de los problemas a ejercicios
Los educadores de matemáticas que usan la resolución de problemas para la evaluación tienen un problema formulado por Alan H. Schoenfeld:
¿Cómo se pueden comparar los resultados de las pruebas de un año a otro, cuando se utilizan problemas muy diferentes? (Si se usan problemas similares año tras año, los maestros y los estudiantes aprenderán lo que son, los estudiantes los practicarán: los problemas se convierten en ejercicios, y la prueba ya no evalúa la resolución de problemas).
El mismo problema fue enfrentado por Sylvestre Lacroix casi dos siglos antes:
[...] Es necesario variar las preguntas que los estudiantes pueden comunicar entre sí. Aunque pueden reprobar el examen, pueden pasar más tarde. Por lo tanto, la distribución de preguntas, la variedad de temas o las respuestas, corre el riesgo de perder la oportunidad de comparar, con precisión, a los candidatos uno con otro.
Tal degradación de los problemas en ejercicios es característica de las matemáticas en la historia. Por ejemplo, describiendo los preparativos para el Cambridge Mathematical Tripos en el siglo XIX, Andrew Warwick escribió:
[...] muchas familias de los problemas estándar de entonces habían enfrentadp originalmente las habilidades de los más grandes matemáticos del siglo XVIII.